# Vegas Altas
Vegas Altas és una pedania pertanyent al municipi de Navalvillar de Pela, a la província de Badajoz, comunitat autònoma d'Extremadura (Espanya). L'any 2008, la seva població era de 315 habitants.